# Oberleitungsbus Esslingen am Neckar
Der Oberleitungsbus Esslingen am Neckar ist neben dem Oberleitungsbus Solingen und dem Oberleitungsbus Eberswalde eines von drei verbliebenen Oberleitungsbus-Systemen in Deutschland. Mit einer Netzlänge von 15,2 Kilometern und einem Fahrzeugbestand von zehn Gelenkwagen besitzt Esslingen am Neckar das kleinste dieser drei Oberleitungsbus-Systeme. Elektrisch betrieben werden die Durchmesserlinie 101, die Ringlinie 113 sowie die Radiallinie 118. Jedoch sind letztere beide nicht durchgängig elektrifiziert und können daher nur von Fahrzeugen mit Traktionsbatterien bedient werden.
Geführt wird der Esslinger Oberleitungsbus vom Städtischen Verkehrsbetrieb Esslingen am Neckar (SVE), einem kommunalen Eigenbetrieb. Der SVE betreibt ergänzend zu den drei O-Bus-Linien mehrere Omnibus-Linien. Ein kleiner Teil des Esslinger O-Bus-Netzes liegt ferner auf der Gemarkung der benachbarten Landeshauptstadt Stuttgart.

## Geschichte

### Eröffnung nach Einstellung des Straßenbahnbetriebs
Erste Pläne für einen O-Bus-Verkehr in Esslingen wurden bereits 1939 dem Württembergischen Innenministerium vorgelegt. Am 3. November 1940 erteilte dieses die Genehmigung zur Umstellung der seit 1912 verkehrenden Straßenbahn Esslingen am Neckar auf O-Bus-Betrieb. Jedoch verzögerte sich die Umsetzung dieses Vorhabens kriegsbedingt um einige Jahre. Mit der Installation der Fahrleitungsanlage beauftragte man die Siemens-Schuckertwerke, am 27. August 1942 wurde an der Plochinger Straße der erste Oberleitungsmast gesetzt. Das 1912 erbaute Depot in der Plochinger Straße übernahm man von der Straßenbahn, auch einige Oberleitungsrosetten von damals dienen bis heute dem O-Bus.
Die Personenbeförderungs-Konzession ist auf den 7. Juli 1944 datiert, die Eröffnung des Esslinger Oberleitungsbusses fand schließlich am 10. Juli 1944 statt. Nach den frühzeitlichen Anlagen Ludwigsburger Oberleitungs-Bahnen (1910 bis 1926) einerseits und Gleislose Bahn Heilbronn–Böckingen (1911 bis 1914) andererseits erhielt Esslingen den ersten modernen O-Bus-Betrieb Württembergs. Er ersetzte zum Stichtag die beiden Straßenbahnlinien 26 und 27, die letzten Wagen verkehrten am Vormittag des 7. Juli. Anfangs verkehrten auf der 7,026 Kilometer langen O-Bus-Strecke zwei Linien, auf dem gemeinsam bedienten Abschnitt boten sie einen Fünf-Minuten-Takt:
| 31 | Oberesslingen–Esslingen Bahnhof–Mettingen–Obertürkheim | 10-Minuten-Takt |
| 32 | Oberesslingen–Esslingen Bahnhof                        | 10-Minuten-Takt |

Nachgedruckter Fahrschein aus der Anfangszeit des O-Bus-Betriebs

Im Dezember 1944 wurde der O-Bus-Betrieb dann aber wegen Energieknappheit an Sonn- und Feiertagen eingestellt und der Betriebsschluss an Werktagen um eine Stunde vorverlegt. In Oberesslingen wendeten die Oberleitungsbusse – anders als die Straßenbahn – mittels einer gegen den Uhrzeigersinn befahrenen Häuserblockschleife, die von der Plochinger Straße über die Schorndorfer Straße, die Hindenburgstraße und die Hainbachstraße zurück zur Plochinger Straße führte. Auch die am Bahnhof Esslingen endenden Kurse benutzten eine linksdrehende Häuserblockschleife, diese folgte der Bahnhofstraße und der Eisenbahnstraße, die heute Fleischmannstraße heißt. Am Bahnhof Stuttgart-Obertürkheim bestand bis 1994 eine Umsteigemöglichkeit zwischen dem Esslinger Oberleitungsbus und dem Stuttgarter Straßenbahnnetz. Wie bereits bei der Straßenbahn erfolgte die praktische Durchführung des Fahrbetriebs auch beim Oberleitungsbus in den Anfangsjahren durch die Stuttgarter Straßenbahnen (SSB). Allerdings tilgte die Gesellschaft anlässlich der Umstellung den Begriff Straßenbahn aus ihrem Namen, aus der Esslinger Städtischen Straßenbahn, kurz ESS, wurde 1944 der Städtische Verkehrsbetrieb Esslingen am Neckar.
Die SSB führten bereits 1939 auf der Straßenbahnstrecke vom Stuttgarter Westbahnhof zur Charlottenbuche diesbezügliche Versuche mit einem geliehenen Oberleitungsbus durch. Grundlage für den Betrieb durch die SSB war ein gemeinsamer Gesellschaftervertrag. Erst nachdem dieser 1950 gekündigt wurde, übernahm der SVE zum 1. Januar 1951 selbst den Betrieb. Gleichzeitig wurden die beiden Linien von 31 und 32 in 1 und 2 umbenannt. Omnibuslinien besaß der SVE anfangs noch keine, erst 1953 erfolgte die Aufnahme des Kraftomnibusbetriebs.
Zum 27. März 1951 wurde beim Bahnhof Esslingen-Mettingen eine gegen den Uhrzeigersinn befahrene Zwischen-Wendeschleife eingerichtet. In den Hauptverkehrszeiten endeten dort fortan einige Kurse der Linie 2. 1957 reduzierte der SVE die Taktfrequenz seiner beiden O-Bus-Linien von zehn auf zwölf Minuten.

### Erweiterung in die Lerchenäcker (1961) und Bau der Mettinger Häuserblockschleife (1973)
Am 9. Juni 1960 erhielt der SVE die Genehmigung für eine 1200 Meter lange Streckenverlängerung bis ins damals neu errichtete Oberesslinger Wohngebiet Lerchenäcker. Bereits ab dem 2. November 1960 wurden die Lerchenäcker provisorisch von einer Omnibus-Pendellinie im Anschluss an die beiden O-Bus-Linien bedient, am 1. September 1961 ging dann die Fahrleitungs-Verlängerung in Betrieb. Es verkehrten fortan drei O-Bus-Linien, das L bei der Linie 1L stand dabei für Lerchenäcker:
| 1  | Oberesslingen–Esslingen Bahnhof–Mettingen–Obertürkheim              | 24-Minuten-Takt |
| 1L | Lerchenäcker–Oberesslingen–Esslingen Bahnhof–Mettingen–Obertürkheim | 24-Minuten-Takt |
| 2  | Oberesslingen–Esslingen Bahnhof                                     | 12-Minuten-Takt |

Zum 1. April 1964 gab der SVE die Linienbezeichnung 1L wieder auf. Sie wurde vollständig in die Linie 1 integriert, alle Kurse der Linie 1 verkehrten fortan bis Lerchenäcker. Dadurch erhöhte sich die Bedienungsfrequenz für die Lerchenäcker von 24 auf 12 Minuten. 1970 verlängerte man schließlich auch noch die Linie 2 bis dorthin, danach hatten die Fahrgäste aus den Lerchenäckern alle sechs Minuten eine Verbindung mit der Innenstadt.

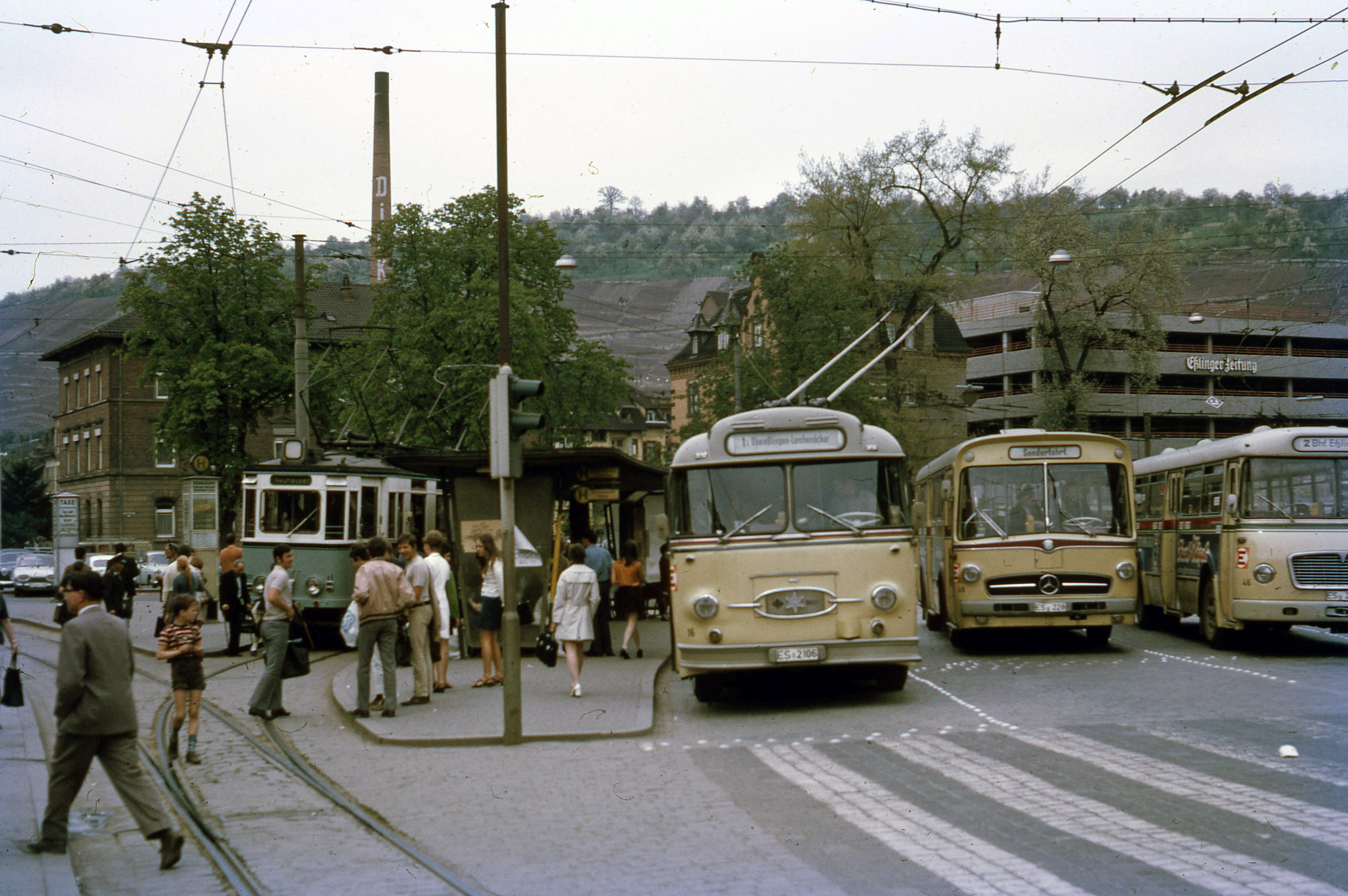
1970 am Esslinger Bahnhof: Henschel-O-Bus Nummer 16 auf Linie 1L mit einem Zug der Straßenbahn Esslingen–Nellingen–Denkendorf und zwei Omnibussen

Des Weiteren wurde schon 1968 die Wendeschleife beim Bahnhof Mettingen im Zuge des vierspurigen Ausbaus der Cannstatter Straße wieder aufgegeben und das Areal später überbaut.
Im Februar 1973 ging in Mettingen schließlich die bis heute bestehende neue Wendeschleife in Betrieb, diesmal als Häuserblockschleife ausgeführt. Hierzu entstand stadtauswärts in der Cannstatter Straße eine 800 Meter lange einspurige Neubaustrecke, die Rückfahrt Richtung Esslingen erfolgt über die Bestandsstrecke durch die Schenkenbergstraße. Kurzzeitig verkehrten auch die durchgehenden Kurse nach Obertürkheim durch die Cannstatter Straße.

### 1974: Einstellungsdiskussion und Versuchsbetrieb von Oberleitungsbussen mit Zusatzbatterie
Im Jahr 1974 galt der Esslinger Oberleitungsbus vorübergehend als einstellungsgefährdet. Ursächlich hierfür war in erster Linie der überalterte und inhomogene Fahrzeugbestand. Eine weitere Rolle spielten die höheren Betriebskosten gegenüber dem Dieselbusbetrieb. Um die teilweise verschlissenen Wagen zu schonen, wurde der elektrische Betrieb daher von 1974 an montags bis freitags ab 19:00 Uhr, samstags ab 14:30 Uhr und sonntags ganztägig eingestellt. Bereits seit 1959 war es dem SVE per Nachtrag zur Konzession von 1944 erlaubt, fallweise Omnibusse auf den O-Bus-Linien einzusetzen.
Zudem sprach der allgemeine Trend damals gegen den O-Bus. Außer dem hier behandelten Betrieb existierten 1974 nur noch drei der einst über 50 westdeutschen O-Bus-Netze. Dies waren der Oberleitungsbus Aachen (der dann allerdings im Februar 1974 aufgegeben wurde), der Oberleitungsbus Kaiserslautern (1985 stillgelegt) und der Oberleitungsbus Solingen (bis heute in Betrieb).
In dieser Situation schlug der damalige Bundesminister für Forschung und Technologie, der Esslinger SPD-Abgeordnete Dr. Volker Hauff, Esslingen 1974 als Referenzbetrieb für fahrleitungsunabhängig einsetzbare Oberleitungsbusse vor. Das Projekt war eine direkte Folge der Ölkrise des Jahres 1973 und sicherte den Fortbestand des Esslinger Oberleitungsbusses.
Zunächst testete man ausschließlich Oberleitungsbusse mit einem starken Batteriehilfsantrieb, für die die neue Bezeichnung Duo-Bus kreiert wurde. Ihre Fahrmotoren wurden im oberleitungslosen Betrieb von einem Akkumulator gespeist, diese so genannte Traktionsbatterie wurde aufgeladen, sobald wieder eine Oberleitung zur Verfügung stand. Federführend beim Versuch war Daimler-Benz, es existierten drei Fahrzeuge. Letztlich bewährten sie sich nicht, die Batterien hatten nur eine geringe Lebensdauer von 15 Monaten und erwiesen sich zudem als wartungsintensiv. Die Instandhaltungskosten waren eineinhalbmal so hoch, die Investitionskosten lagen 90 Prozent über denen vergleichbarer Dieselbusse. 1981 endete der Versuch.
Alternativ wurden ab 1979 Oberleitungsbusse mit einem vollwertigen Diesel-Zweitantrieb getestet, auf welche die Bezeichnung Duo-Bus letztlich überging. Sie erwiesen sich als wesentlich erfolgreicher als ihre rein-elektrischen Pendants. Zeitweise war sogar geplant, die gesamte SVE-Fahrzeugflotte, also sowohl O-Busse als auch Dieselbusse, durch 50 solcher Wagen zu ersetzen.
Schon zum Fahrplanwechsel am 15. März 1976 verlängerte der SVE ferner die Linie 2 bis Mettingen, hierzu nutzte sie die drei Jahre vorher eröffnete Wendeschleife Mettingen. Am anderen Streckenende wurde 1984 die nicht mehr benötigte Wendeschleife Oberesslingen aufgelassen.
Im Zuge der zunehmenden Integration in den Verkehrs- und Tarifverbund Stuttgart (VVS) nummerierte man 1985 die Linien 1 und 2 in 101 um. Erstmals in der Geschichte des Esslinger Oberleitungsbusses gab es damit nur noch ein Liniensignal. Am Fahrplan änderte sich zunächst nichts, noch bis zum 18. Oktober 1986 endete ein Teil der Kurse der Linie 101 (die ehemaligen Kurse der Linie 2) in Mettingen.
Im März 1987 ging eine neue Wendeschleife am Bahnhof Obertürkheim in Betrieb. Dort umrunden die Kurse der Linie 101 seitdem das ehemalige Postgebäude im Uhrzeigersinn, im Gegenzug entfiel die doppelte Fahrleitungskreuzung mit der Straßenbahn. Ebenfalls im Laufe des Jahres 1987 eröffnete der SVE sein neues Betriebshofgelände in der Heilbronner Straße 70. Es ersetzte das alte Straßenbahndepot und ist über eine etwa 100 Meter lange Betriebsstrecke durch die Friedrich-Ebert-Straße an das O-Bus-Netz angeschlossen.

### 1990: Erweiterung zum Zollberg und Aufnahme des Duo-Bus-Regelbetriebs

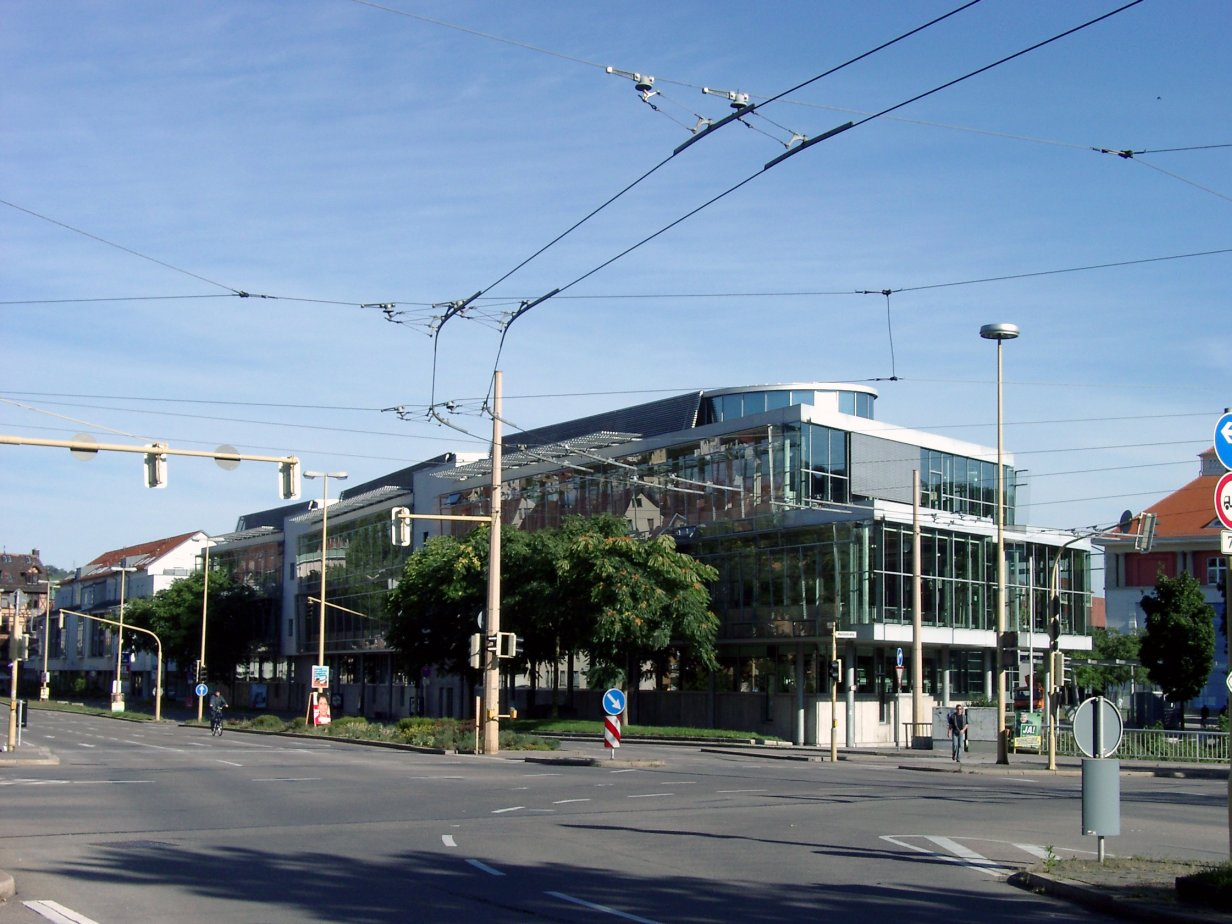
Die 1990 installierte Oberleitung der Linie 118 bei der Hochschule Esslingen

Im Dezember 1989 begannen die Bauarbeiten für den Duo-Bus-Großversuch auf der Serpentinenstrecke in den Stadtteil Zollberg. Am 1. September 1990 konnte schließlich der elektrische Betrieb zwischen der Haltestelle Weilstraße in der Pliensauvorstadt und der Haltestelle Nellinger Linde an der Stadtgrenze zu Ostfildern (Linien 119 und 120 der END Verkehrsgesellschaft) sowie im Zuge der Schleifenfahrt durch Zollberg (Linie 118 des SVE) aufgenommen werden. Hierfür waren auch zwei neue Unterwerke erforderlich, eines bei der mittleren Zollbergkehre und ein weiteres zwischen der Zollbergstraße und der Achalmstraße. Über zwölf Jahre nach Einstellung der Straßenbahn Esslingen–Nellingen–Denkendorf erhielt Zollberg damit wieder ein elektrisches Nahverkehrsmittel.
Eine direkte Verbindung zum Bestandsnetz existierte zunächst nicht, beim Oberleitungsbau auf der Vogelsangbrücke konnten die Masten aus statischen Gründen nicht wie geplant im Fundament der Brücke gesetzt werden. Sie wurden deshalb in wesentlich stärkerer Ausführung an beiden Ufern des Neckars aufgestellt, der Mast-Abstand von 98 Metern gilt als Weltrekord bei der Fahrleitungs-Abspannung für Oberleitungsbusse. Diese temporäre Lücke im Fahrleitungsnetz wurde deshalb erst am 15. November 1991 geschlossen, das heißt mit über einjähriger Verspätung. Fortan konnte die Linie 118 durchgängig elektrisch betrieben werden, bei den Linien 119 und 120 entfiel der zusätzliche Traktionswechsel an der Weilstraße. Im Gegenzug entfiel bereits im Frühjahr 1991 die Häuserblockschleife beim Bahnhof, sie wurde durch die bis heute benutzte einfache Wendeschleife auf dem Bahnhofplatz ersetzt.
Insbesondere stadteinwärts verkehrten die Linien 119 und 120 jedoch oft durchgehend im Dieselmodus. Ursächlich hierfür: die Systemwechsel-Haltestelle Nellinger Linde liegt auf freiem Feld und ist daher nur gering frequentiert. Fand dort kein Fahrgastwechsel statt, so verzichteten die Fahrer häufig auf den Betriebshalt zum Anlegen der Stromabnehmerstangen.

### 2000: Aufgabe des Duo-Bus-Konzepts und Entscheidung zum Beibehalt des O-Busses

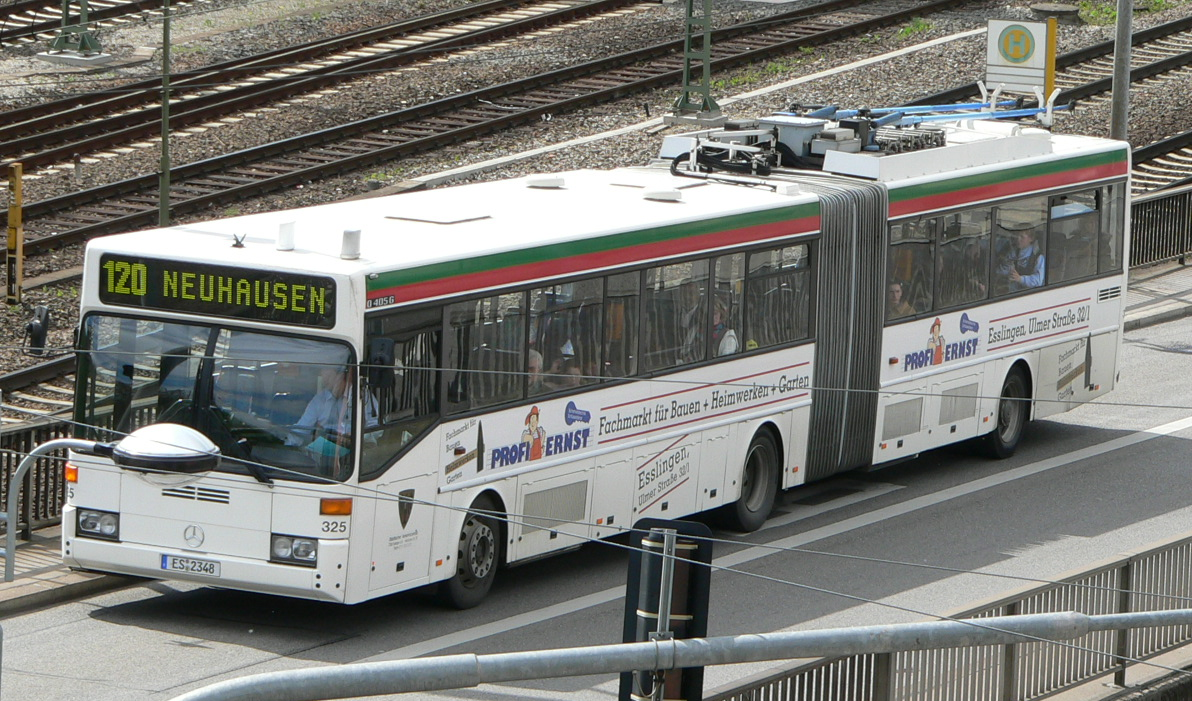
Im Mai 2005 war die Oberleitung auf der Auffahrtsrampe auf die Vogelsangbrücke entfernt, der Duo-Bus 325 bediente die Linie 120 daher durchgehend im Dieselbetrieb

Im Juni 2000 entschied der Esslinger Gemeinderat, sich vom Duo-Bus-Konzept zu verabschieden, gleichzeitig aber den Fortbestand des Gesamtsystems durch die Beschaffung reiner O-Busse für die Linien 101 und 118 zu gewährleisten. Infolgedessen schieden die Duo-Busse ab 2000 sukzessive aus und wurden durch neue Oberleitungsbusse beziehungsweise Dieselbusse ersetzt. Die Bedienung der Linien 119 und 120 erfolgte daraufhin immer seltener elektrisch, seit Juli 2005 ist dies gar nicht mehr der Fall. Die Fahrleitung im Abschnitt Zollberg – Nellingen Linde war daraufhin elf Jahre lang verwaist. Die Oberleitung im Zuge der Auffahrtsrampe auf die Vogelsangbrücke entfiel schon im März 2005 gänzlich.
Die verbliebenen Duo-Busse wurden noch bis 2008 entweder im E-Betrieb auf den Linien 101 und 118 oder im Dieselbetrieb auf den Linien 101, 115, 118, 119 und 120 eingesetzt. Der letzte Duo-Bus des SVE, der Gelenkwagen 328, wurde schließlich am 31. März 2008 abgestellt und im April 2008 an einen Zwischenhändler verkauft. Nach 33 Jahren endete damit die Esslinger Duo-Bus-Ära, mit nur noch neun verbliebenen Fahrzeugen erreichte der Esslinger O-Bus-Fuhrpark gleichzeitig einen historischen Tiefstand.
Zum Fahrplanwechsel am 12. Dezember 2010 wurde die Haltestelle Hengstenberg in Volkshochschule umbenannt, die Haltestelle Lerchenäcker erhielt den Zusatz „Endstation“.

### 2015: Flottenerneuerung und Umstellung der Linie 113 nach Berkheim auf elektrischen Betrieb

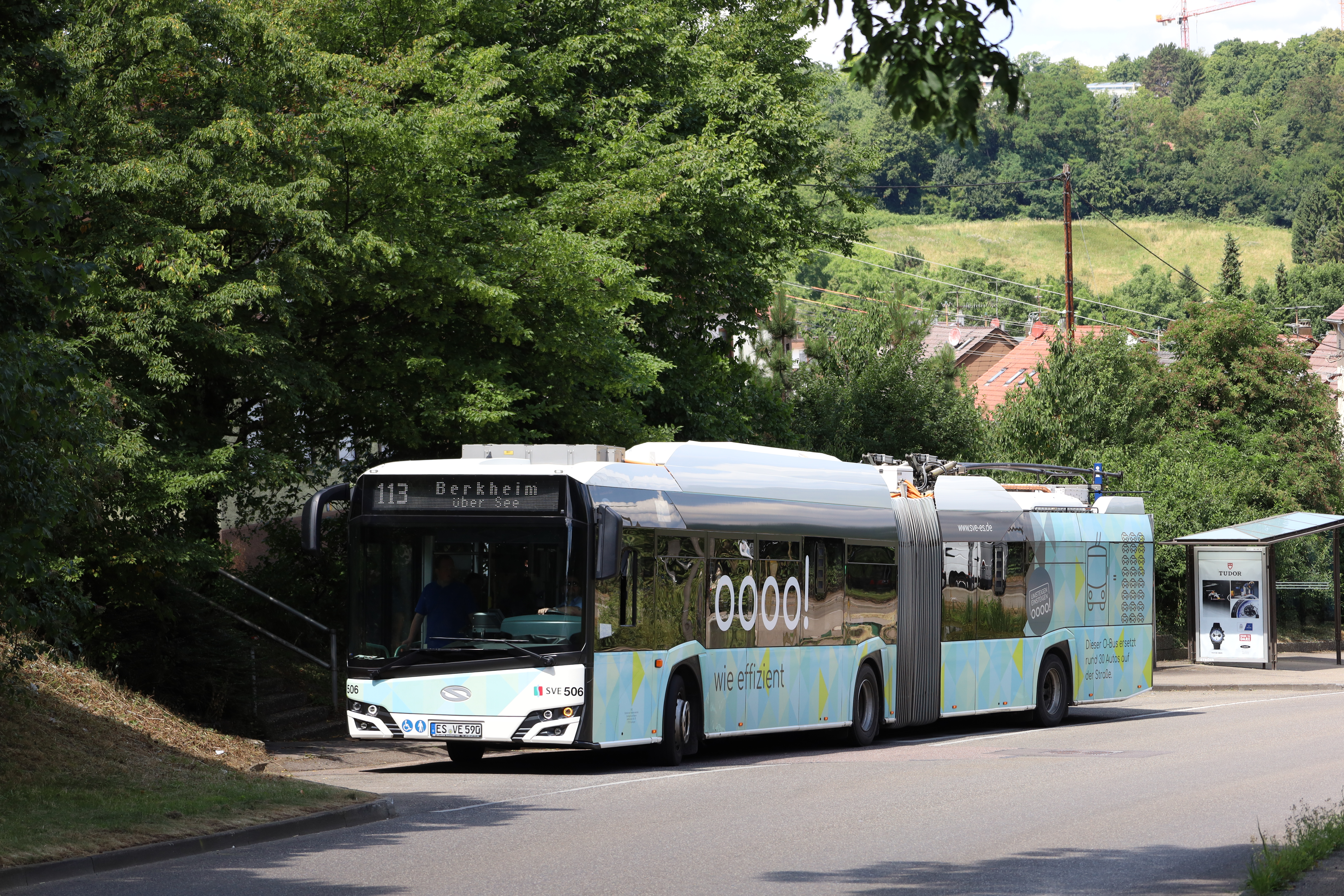
Batterie-Oberleitungsbus im Batteriebetrieb auf der Berkheimer Steige

Mit der ab Ende 2015 erfolgten Beschaffung neuer Oberleitungsbusse mit starkem Batteriehilfsantrieb wurde zum Fahrplanwechsel am 17. Mai 2016 auch die Omnibuslinie 113 nach Berkheim teilweise in das O-Bus-Netz integriert. Hierzu wurden jedoch keine neuen Oberleitungen errichtet, stattdessen verkehrt diese Linie im kombinierten Fahrleitungs- und Batteriebetrieb. Dabei wurden zunächst nur die Kurse elektrisch betrieben, die vom Bahnhof her kommend zuerst via Zollberg fahren. Diese drahten stadtauswärts an der Haltestelle Mutzenreisstraße ab, um später dann stadteinwärts an der Haltestelle Schwimmbad wieder einzudrahten. Seit Herbst 2017 verkehren auch regulär Kurse in der anspruchsvolleren Gegenrichtung, das heißt die Berkheimer Steige bergauf, elektrisch. Diese drahten stadtauswärts beim Schwimmbad ab und stadteinwärts an der Haltestelle Zollberg Realschule wieder ein. Auf der Linie 113 werden weiterhin auch noch Dieselbusse eingesetzt.
Für die Linie 113 wurde dabei – nach elf Jahren ohne Nutzung – die seit 2005 brach liegende Oberleitungsinfrastruktur der ehemaligen Duo-Bus-Linien 119 und 120 wieder in Betrieb genommen, die hierzu hergerichtet wurde (Fahrdrahtweiche, Eindrahttrichter). Nicht verwirklicht wurde hingegen die zeitweise verfolgte Planung, die Linie einerseits über die Stadtbahn-Endstation in Nellingen und andererseits über das Festo-Werksgelände zu führen.
Im Zusammenhang mit der Integration der Linie 113 in das O-Bus-Netz wurde auch die Linie 118 zum 17. Mai 2016 auf Batterie-Oberleitungsbusse umgestellt. Diese sind notwendig, weil seitdem jeder zweite Kurs der Linie 118 die – nur gegen den Uhrzeigersinn elektrifizierte – Häuserblockschleife durch den Zollberg in der Gegenrichtung bedient. Die betreffenden Fahrten drahten dabei vom Bahnhof kommend an der Haltestelle Zollberg ab und anschließend an der Haltestelle Oberer Eisbergweg wieder ein. Außerdem erreicht die Linie 118 in Esslingen die Vogelsangbrücke stadtauswärts wieder auf dem direkten Weg, wozu die 2005 abgebaute Fahrleitung im Bereich der Auffahrtsrampe erst wieder installiert werden musste. Durch diese Maßnahme reduziert sich die Umlaufzeit auf knapp 30 Minuten, mit der erfolgten Umstellung von 20- auf 30-Minuten-Takt wird für die Linie 118 nur noch ein O-Bus benötigt. Diese Angebotsreduzierung wird teilweise kompensiert, indem der Zollberger Zollernplatz stadteinwärts zusätzlich auch von der Linie 113 bedient wird. Aufgrund der baustellenbedingten Sperrung der Zollbergstraße konnten zwischen April und September 2019 auf den Linien 113 und 118 keine O-Busse verkehren, durch die Ausmusterung der Van-Hool-O-Busse und Verzögerungen bei der Inbetriebnahme der Wagen 505–510 sind auch im Jahr 2020 die Batterie-O-Busse dort nur selten im Einsatz.

## Ausbau des Oberleitungsnetzes bis 2025
Das Netz soll in vier Ausbaustufen auf 100 % Elektromobilität ausgebaut werden, mit dem Ziel 2040 klimaneutral zu sein. Neue Ausbauabschnitte sind geplant in die Pliensauvorstadt, zum Zollberg, nach Sankt Bernhardt und in der Altstadt.

## Nicht realisierte Planungen
Im Laufe der Jahre existierten eine ganze Reihe von Projekten, das vergleichsweise kleine Esslinger O-Bus-Netz zu erweitern:
- Bereits 1948 beantragte Zell am Neckar, das erst 1974 nach Esslingen eingemeindet wurde, erfolglos eine Verlängerung der O-Bus-Linie von Oberesslingen her.[2]
- 1949 gab es Überlegungen, eine O-Bus-Strecke in den am Hang gelegenen Stadtteil Wäldenbronn zu führen.[2]
- 1957 war geplant, eine Häuserblockschleife in Obertürkheim zu errichten. Sie hätte durch die Augsburger Straße, die Wittenbergstraße und die Göppinger Straße geführt. Die Investitionskosten von 20.000 D-Mark verhinderten schließlich die Umsetzung des Vorhabens.[2]
- 1994 wurde die Stuttgarter Straßenbahnlinie 4 auf Stadtbahnbetrieb umgestellt und gleichzeitig bis Untertürkheim verkürzt. Daraufhin gab es Bestrebungen, die Linie 101 ersatzweise bis dorthin zu verlängern. Letztendlich entschieden sich die Verantwortlichen jedoch dafür, den betreffenden Abschnitt mit der SSB-Omnibuslinie 61 zu bedienen.

## Fahrzeuge

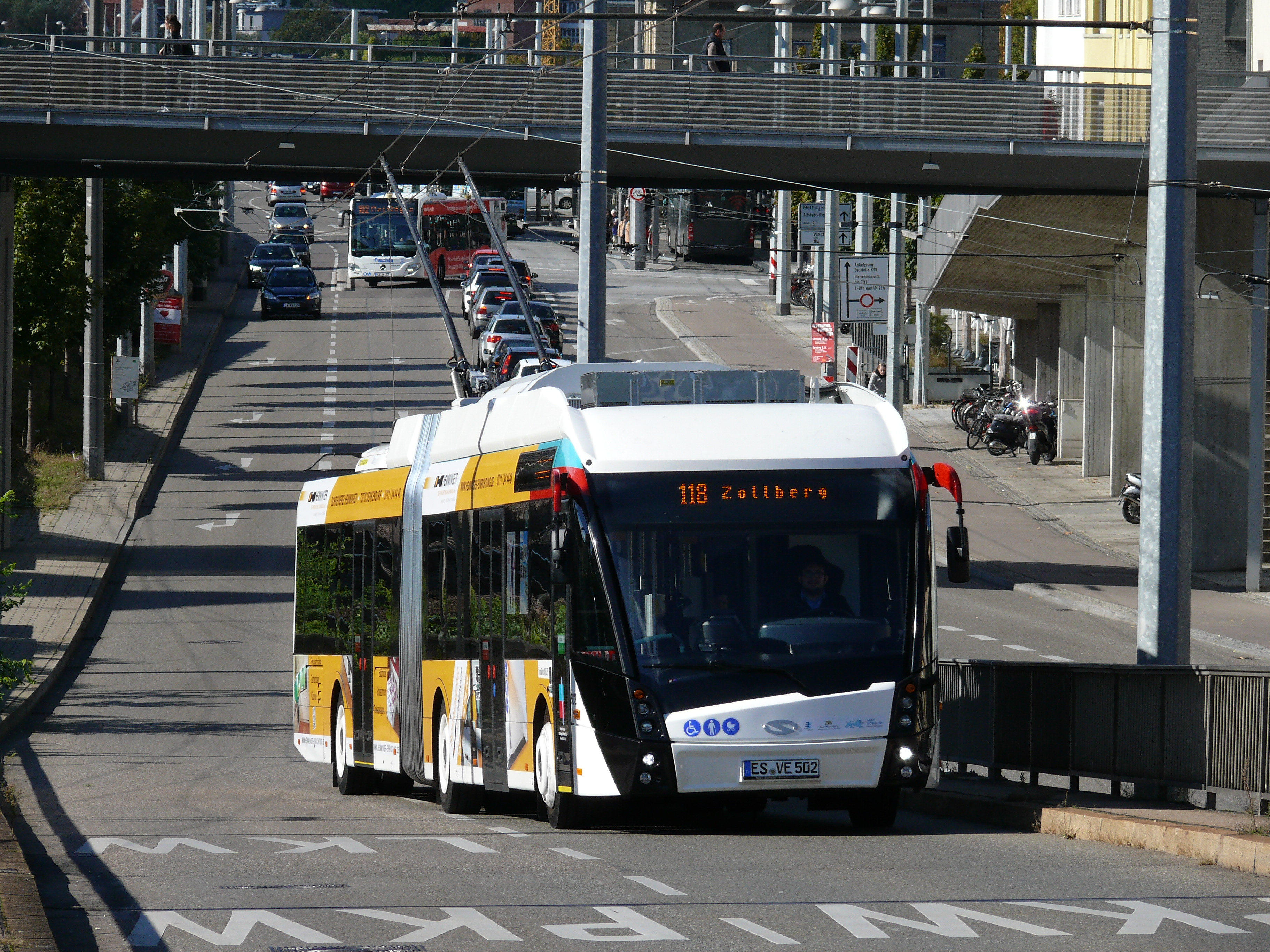
Solaris Trollino 18,75 MetroStyle in Esslingen

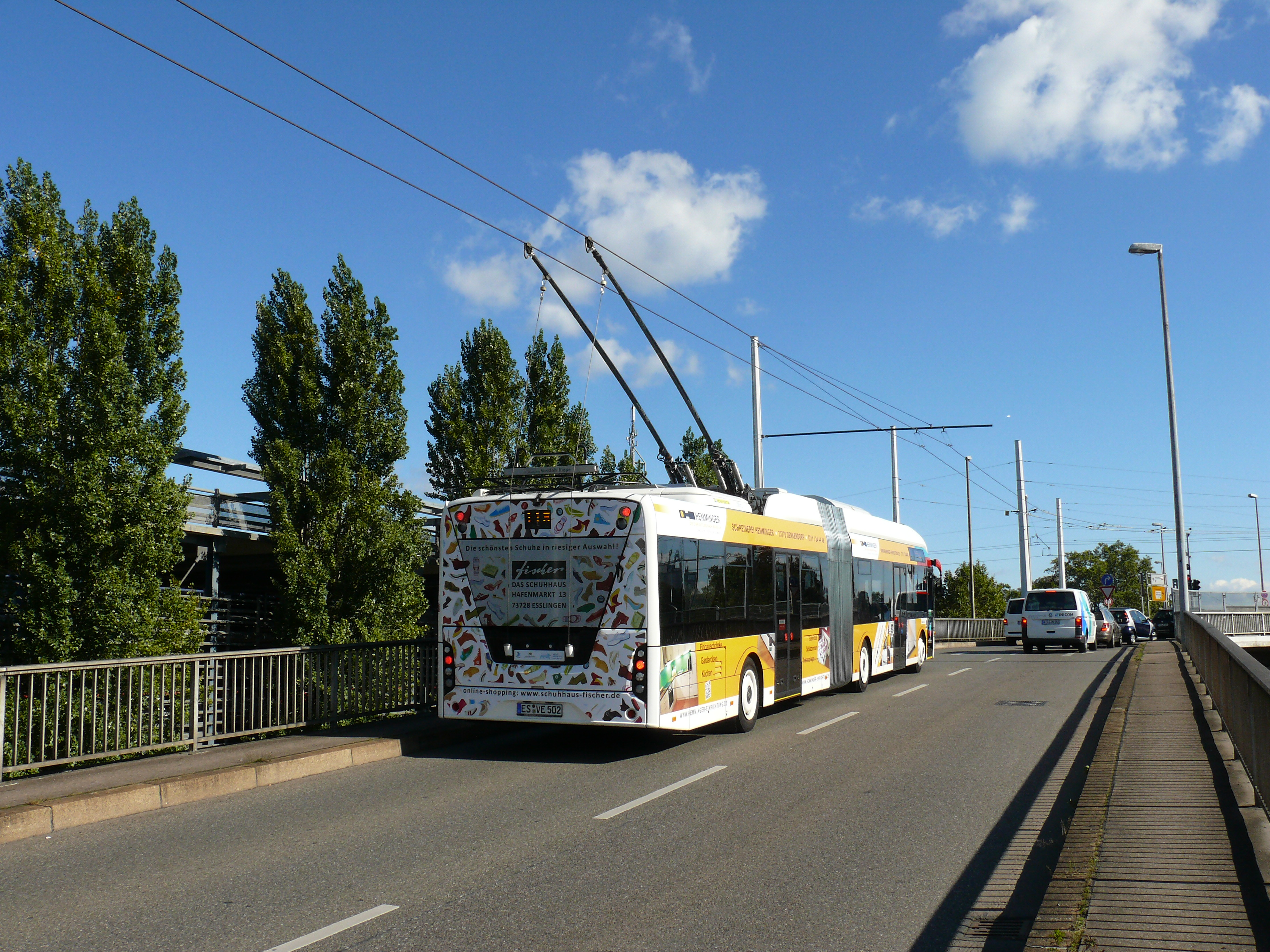
Solaris Trollino 18,75 MetroStyle, Heckansicht

### Beschaffungen im Laufe der Jahre
Anlässlich der Betriebseröffnung im Sommer 1944 beschaffte man zehn kurze sogenannte Kriegseinheitsobusse der Normgröße II. Sie hatten alle MAN-Fahrgestelle, fünf Wagen wurden dabei von Schumann aufgebaut, die restlichen fünf von Kässbohrer. Vier der erstgenannten O-Busse wurden in den 1950er Jahren von Reutter bzw. Vetter neu karossiert.
Ergänzt wurde die Erstausstattung Ende 1944 um drei lange dreiachsige Alfa-Romeo-O-Busse mit Reggiane-Aufbauten. Sie stammten aus dem verbündeten Italien und waren eigentlich für Rom bestimmt. Bereits Ende 1948 mussten sie auf Anweisung der Militärregierung nach Italien zurückgegeben werden, sie kamen zum Oberleitungsbus Mailand.
In den Jahren 1952 bis 1971 wurden die verschlissenen Fahrzeuge der Kriegs- und Nachkriegszeit durch sieben Wagen des Typs ÜHIIIs (davon zwei gebraucht von der Bremer Straßenbahn AG) und acht Wagen der Nachfolgebaureihe HS 160 OSL (davon einer gebraucht vom Oberleitungsbus Baden-Baden) ersetzt. Zusätzlich kamen 1971 vier ÜBIVs-Zweiachser vom Oberleitungsbus Bonn gebraucht nach Esslingen.
1975 begann mit einem Batteriebus, der mit Stromabnehmern nachgerüstet wurde, die Epoche der Duo-Busse in Esslingen. Ihm folgten acht weitere Prototypen verschiedener Bauarten, bevor ab 1988 die 19 Serienwagen der Baureihe O 405 GTD ausgeliefert wurden.
Parallel zu den Duo-Bussen beschaffte der SVE in den 1980er Jahren erstmals seit 1962 auch wieder reine O-Busse. Dies waren die vier Gelenkwagen des Typs VE 16 SO und der Einzelgänger O 405 T. Letzterer war ursprünglich ein Mercedes-Benz-Testwagen und ging erst 1991 in den Besitz des Verkehrsbetriebs über.
2001/2002 folgten insgesamt neun niederflurige Gelenk-Oberleitungsbusse des Typs AG 300 T. Sie wurden vom belgischen Unternehmen Van Hool produziert, gleichartige Wagen gelangten auch zu den Stadtwerken Solingen, zum Oberleitungsbus Salzburg, zum Trolleybus Vevey–Villeneuve und zum Oberleitungsbus Arnhem. Aufgrund einer Gemeinschaftsbestellung mit Solingen und Salzburg konnte der Stückpreis damals auf 550.000 Euro gesenkt werden. Die Esslinger AG 300 T hatten eine Motorleistung von 210 Kilowatt und verfügten alle über einen 50 Kilowatt starken Dieselhilfsantrieb. Sie schieden in den Jahren 2016 bis 2020 aus dem Bestand.
In den Jahren 2015 und 2016 wurden mit den Trollino 18,75 MetroStyle von Solaris (Wagen 501 bis 504) wiederum O-Busse mit zusätzlichen Traktionsbatterien beschafft, die auch auf den Linien 113 und 118 einsetzbar sind. Als Entwicklung auf Basis der Lieferung nach Salzburg haben sie vorne nur eine einflügelige Tür. Die zweite und dritte Achse werden mit vierpoligen Motoren von TSA angetrieben. Die LTO-Batterien sind im Heck untergebracht. 37 von 46 kWh Kapazität sind regulär verfügbar, kurzzeitig können 240 kW abgerufen werden. Die Trollino MetroStyle haben 44 Sitz- und 66 Stehplätze.
Für den Ersatz der letzten AG 300 T lieferte Solaris im Jahr 2019 eine Serie von sechs Trollino 18 (Nummern 505–510), deren Aufbau auf den einfacher gestalteten Urbino IV basiert. Gegenüber den zuvor gelieferten Solaris MetroStyle wurde einige Änderungen umgesetzt. Die zweite Serie hat wieder drei zweiflügelige Türen. Zudem wurde die nutzbare Batteriekapazität von 37 auf 48 kWh erhöht, sodass die Reichweite ohne Oberleitung von etwa 20 auf 40 Kilometer ansteigt. Beide Serien können im Batteriebetrieb fast die gleiche Leistung wie im Oberleitungsbetrieb abrufen. Die elektrische Ausrüstung stammt von Kiepe Electric.
2022 wurden zur Abdeckung geplanter Ausweitungen des Streckennetzes bei Van Hool insgesamt 46 O-Busse mit einem Gesamtwert von 50,8 Millionen Euro bestellt, die sich in zwölf Solowagen des Typs A12T und 34 Gelenkwagen des Typs A18T aufteilen und ab 2024 ausgeliefert sowie bis 2025 eingesetzt werden sollten, wobei die Bestellung 2024 aufgrund der zwischenzeitlich erfolgten Insolvenz von Van Hool storniert wurde. Stattdessen wurden im März 2025 bei Škoda Transportation zunächst 46 O-Busse mit Karosserien des tschechischen Herstellers SOR Libchavy und einen Auftragswert von rund 41,4 Millionen Euro sowie einer Option auf bis zu 15 weitere O-Busse bestellt, wobei im Rahmen der Erstbestellung sechs O-Busse aus der Option abgerufen wurden. Die insgesamt 52 Fahrzeuge, die sich in zwölf Solowagen des Typs 32 Tr und 40 Gelenkwagen des Typs 33 Tr mit einer verbleibenden Option für neun weitere Fahrzeuge aufteilen und für einen Einsatz abseits von Oberleitungen auf einer Strecke von bis zu 25 Kilometern ausgelegt sind, sollen bis Ende 2026 ausgeliefert werden.

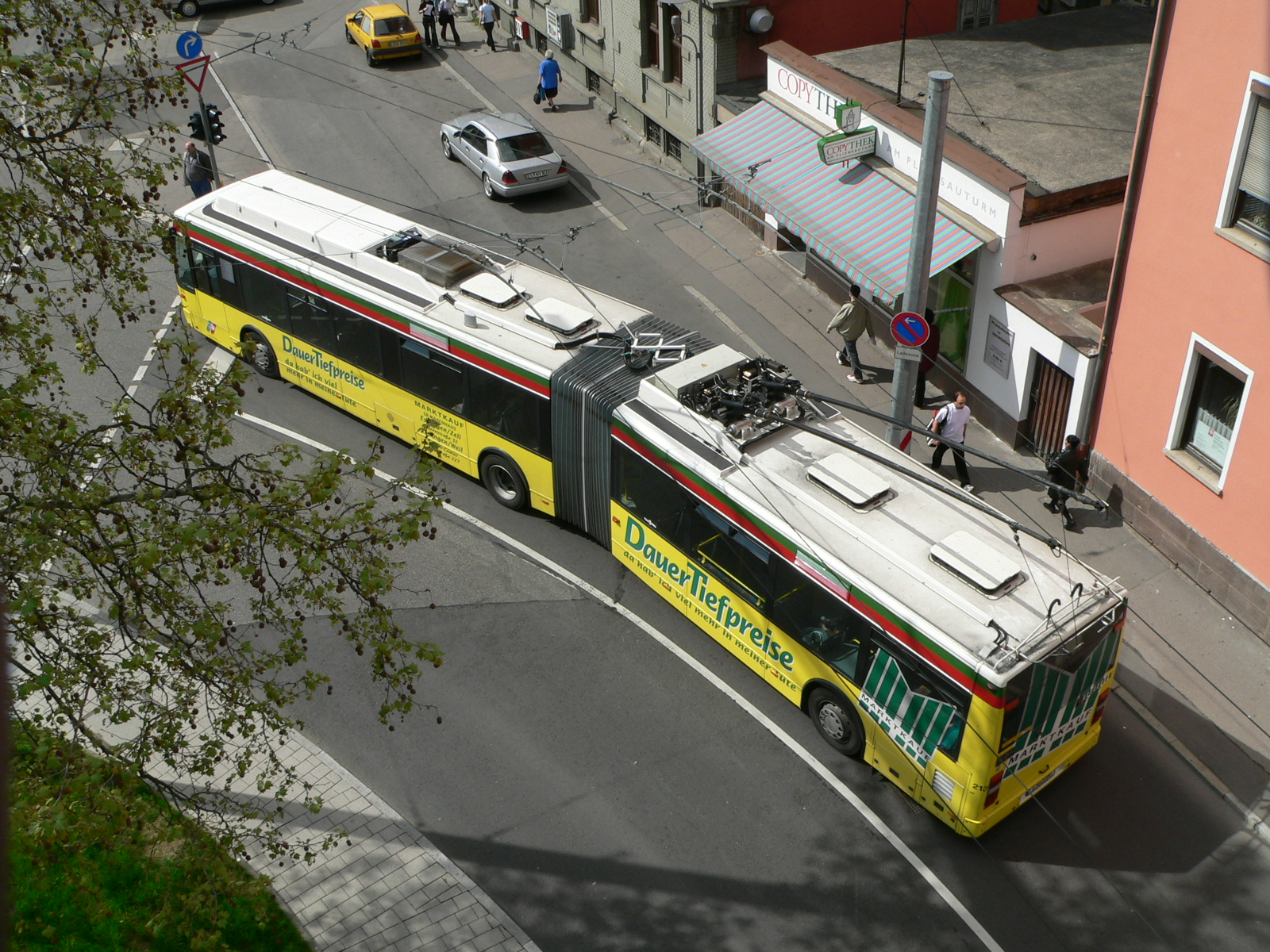
Wagen 213 mit Ganzreklame für Marktkauf
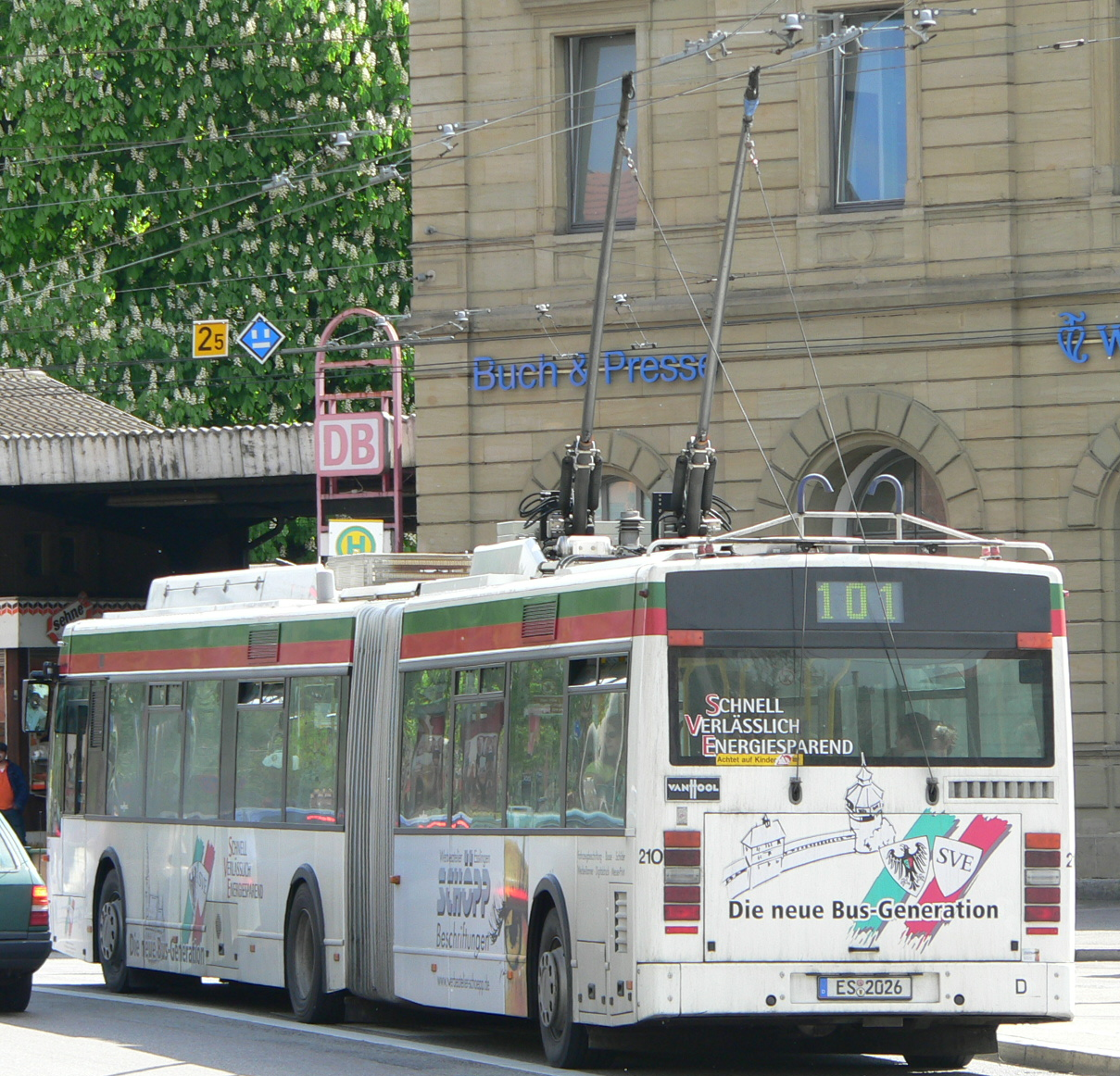
Wagen 210 vor dem Esslinger Bahnhof
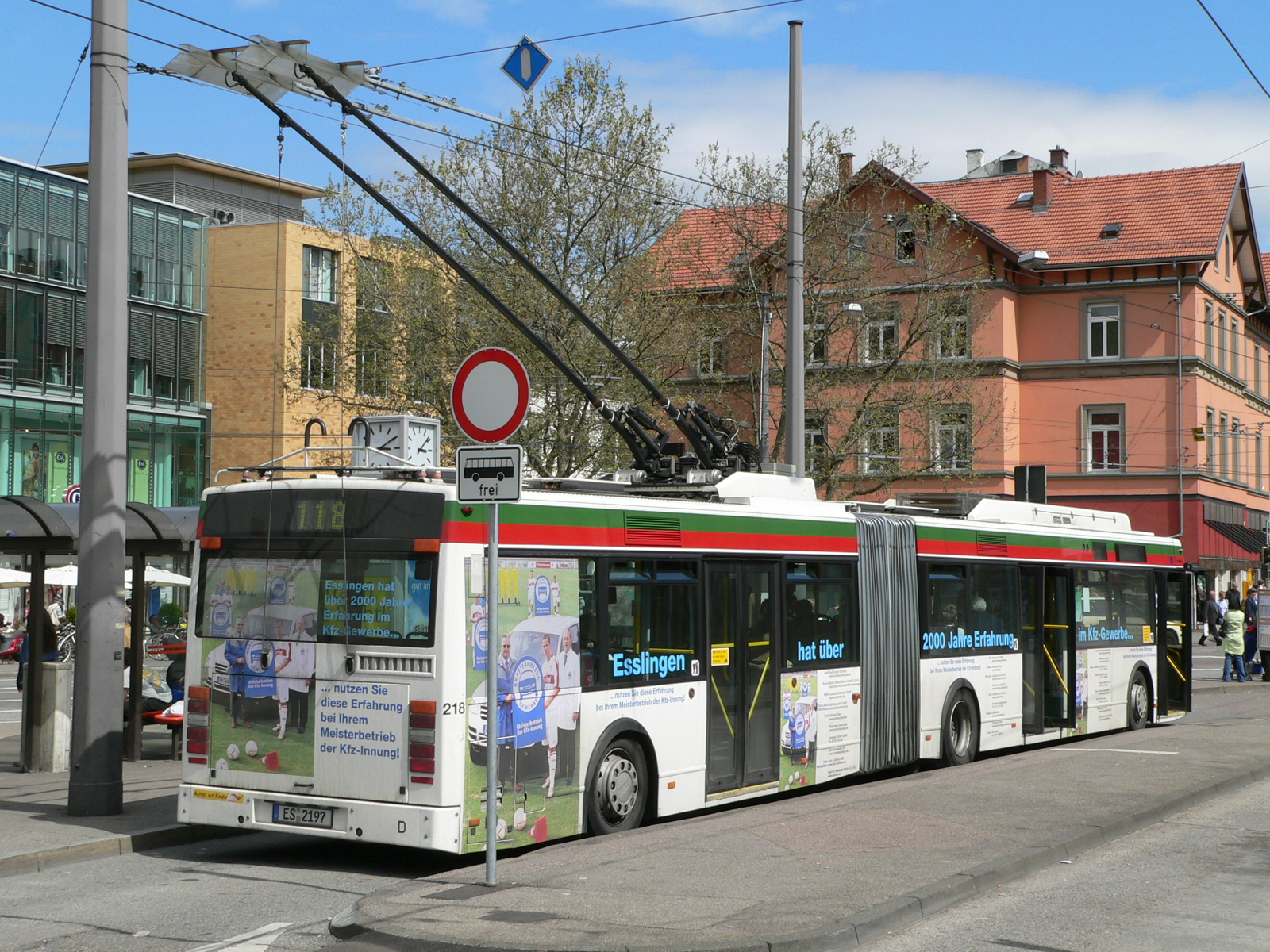
2005 wurde auch die Linie 118 noch mit Van-Hool-Gelenkwagen bedient, hier Wagen 210
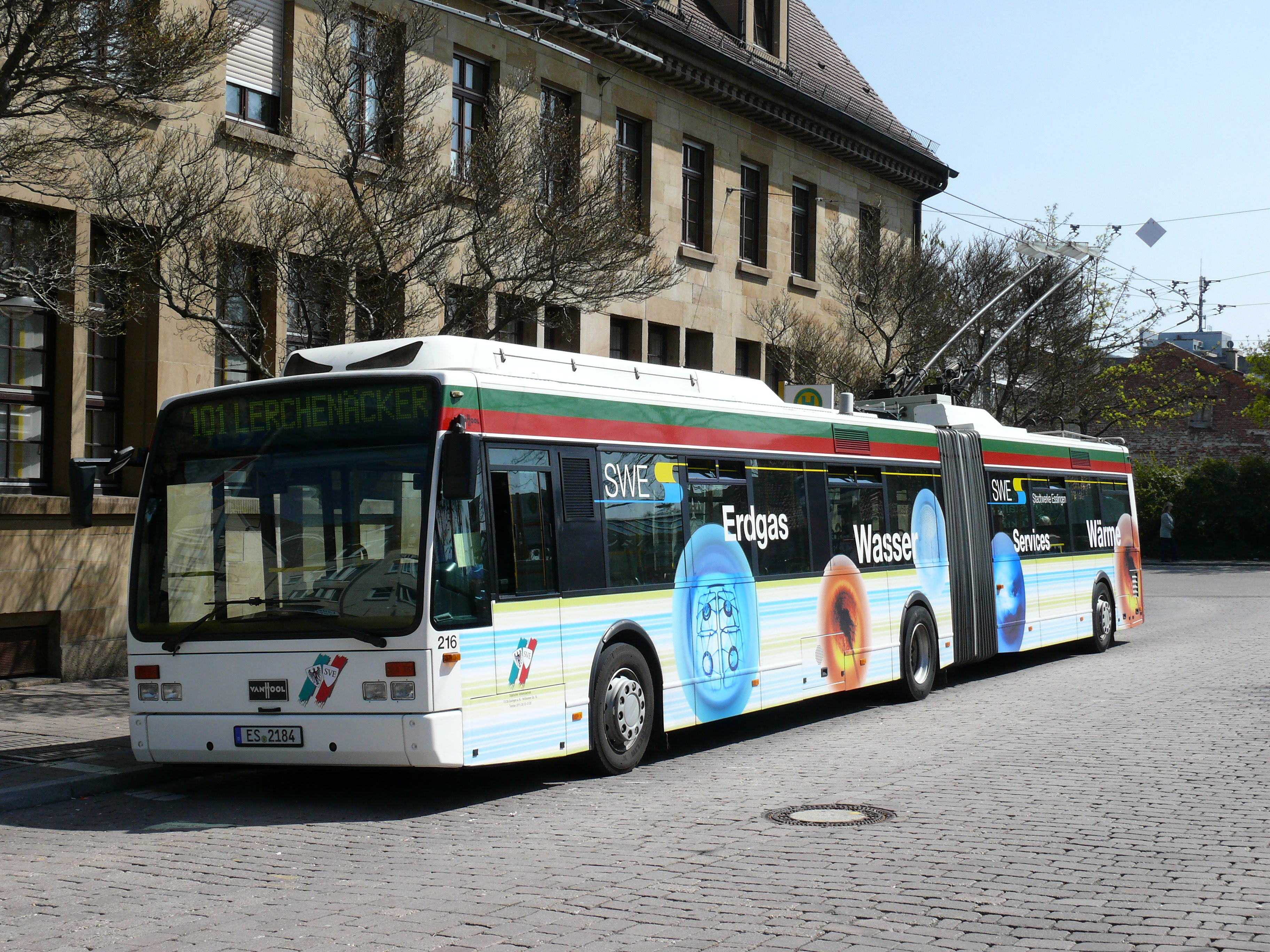
Wagen 216 mit Werbung der Stadtwerke Esslingen

### Betrieb

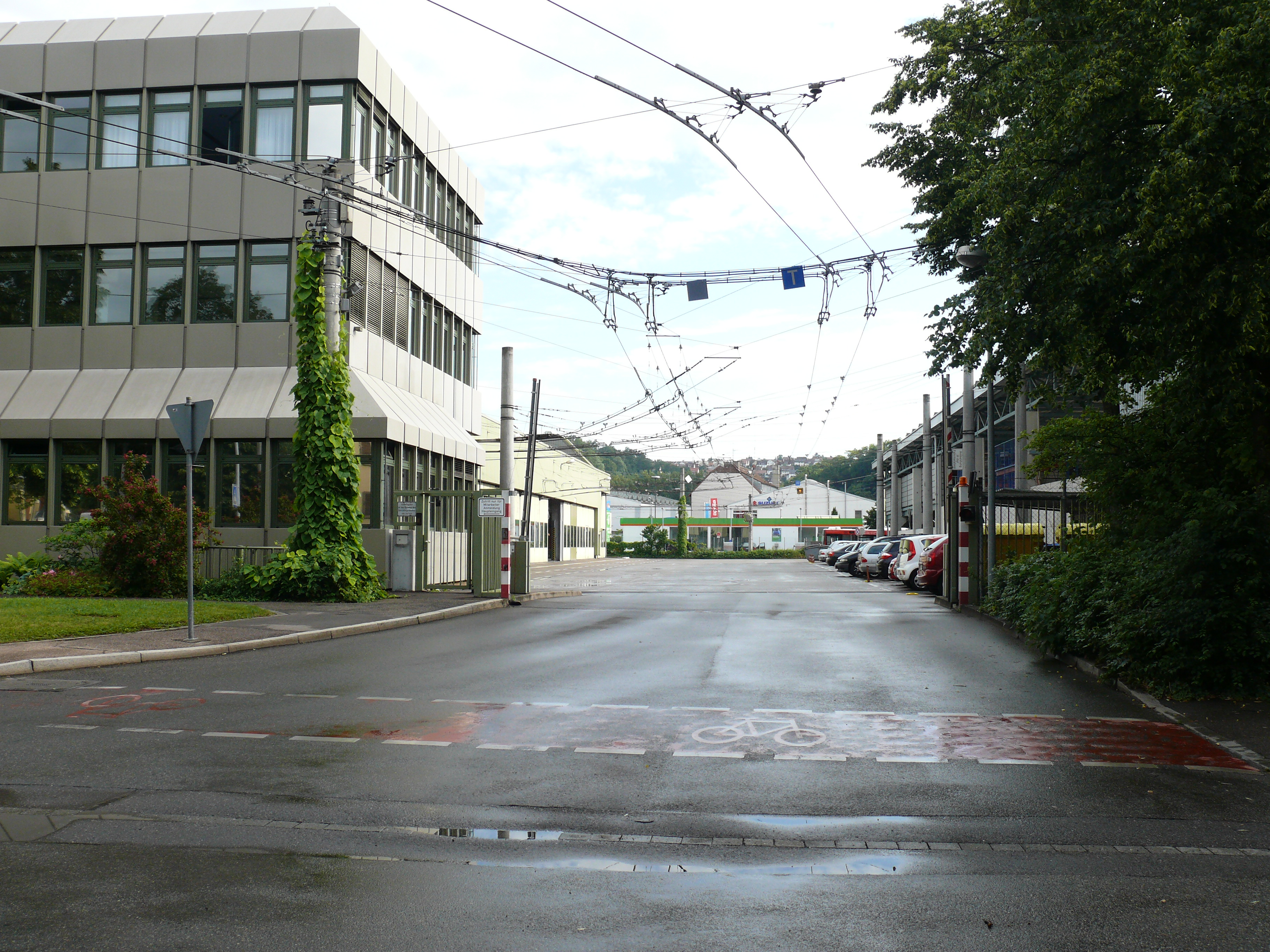
Einfahrt zum Betriebshof

Für die im 15-Minuten-Takt verkehrende Linie 101 werden im Planverkehr fünf Fahrzeuge benötigt, wobei an Schultagen morgens und mittags ein zusätzlicher sechster Umlauf für die Verstärkerfahrten nach Mettingen gebraucht wird. Die Linie 113 benötigt drei Fahrzeuge, die Linie 118 eines. Somit steht an Schultagen kein Reservefahrzeug zur Verfügung, bei Bedarf müssen Dieselbusse aushelfen. 

### Tabelle
Bis heute wurden für den Esslinger Oberleitungsbus folgende 84 Wagen beschafft:
| Nummern      | Stück | Hersteller            | Elektrik                | Typ                       | Art    | Duo-Bus | Einsatzbeginn | Einsatzende                                |
| ------------ | ----- | --------------------- | ----------------------- | ------------------------- | ------ | ------- | ------------- | ------------------------------------------ |
| 51–55        | 05    | MAN / Schumann        | BBC                     | MPE 4500                  | Solo   | nein    | 1944          | 1969                                       |
| 56–60        | 05    | MAN / Kässbohrer      | BBC                     | MPE 4500                  | Solo   | nein    | 1944          | 1963                                       |
| 61–63        | 03    | Alfa Romeo / Reggiane | TIBB                    | 110 AF 2                  | Solo   | nein    | 1944          | 1948                                       |
| 11–15, 29+30 | 07    | Uerdingen / Henschel  | BBC                     | ÜHIIIs                    | Solo   | nein    | 1952          | 1980                                       |
| 16–23        | 08    | Henschel              | Kiepe / BBC             | HS 160 OSL                | Solo   | nein    | 1960          | 2003                                       |
| 31–34        | 04    | Uerdingen / Büssing   | Kiepe                   | ÜBIVs                     | Solo   | nein    | 1971          | 1979                                       |
| keine        | 01    | Daimler-Benz          | Bosch / Dornier / VARTA | OE 302 13 RStn DUO        | Solo   | ja      | 1975          | 1978                                       |
| 301+302      | 02    | Daimler-Benz          | Bosch / Dornier / VARTA | O 305 B/E                 | Solo   | ja      | 1979          | 1981                                       |
| 303+304      | 02    | Daimler-Benz          | Bosch / Dornier         | O 305 D/E                 | Solo   | ja      | 1979          | 1987                                       |
| 305          | 01    | Daimler-Benz          | Bosch / Dornier         | O 305 G D/E               | Gelenk | ja      | 1979          | 1988                                       |
| 306–308      | 03    | Daimler-Benz          | AEG                     | O 305 GTD                 | Gelenk | ja      | 1983          | 1995                                       |
| 201–204      | 04    | Vetter                | Kiepe                   | VE 16 SO                  | Gelenk | nein    | 1983          | 2000                                       |
| 205          | 01    | Daimler-Benz          | AEG                     | O 405 T                   | Solo   | nein    | 1987          | 2002                                       |
| 310–328      | 19    | Daimler-Benz          | AEG                     | O 405 GTD                 | Gelenk | ja      | 1988          | 2008                                       |
| 210–218      | 09    | Van Hool              | Kiepe                   | AG 300 T                  | Gelenk | nein    | 2002          | 2016–2020, nur noch 213 im Betriebsbestand |
| 501–504      | 04    | Solaris               | Kiepe                   | Trollino 18,75 MetroStyle | Gelenk | nein    | 2016          | in Betrieb                                 |
| 505–510      | 06    | Solaris               | Kiepe                   | Trollino 18               | Gelenk | nein    | 2020          | in Betrieb                                 |

Zusätzlich standen 14 O-Bus-Anhänger drei verschiedener Bauarten zur Verfügung. Sie waren bis 1963 im Einsatz, ab dem 1. Juli 1960 war hierfür eine Ausnahmegenehmigung erforderlich.

### Verbleib ehemaliger Wagen

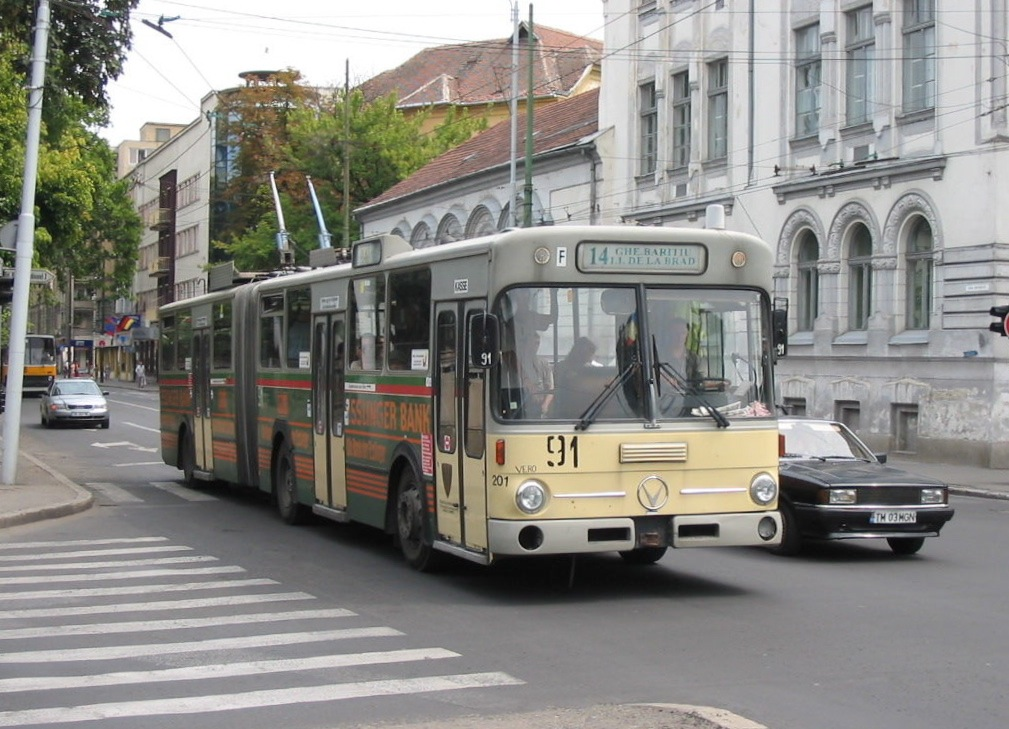
Vetter-O-Bus 201 mit alter Lackierung in Timișoara

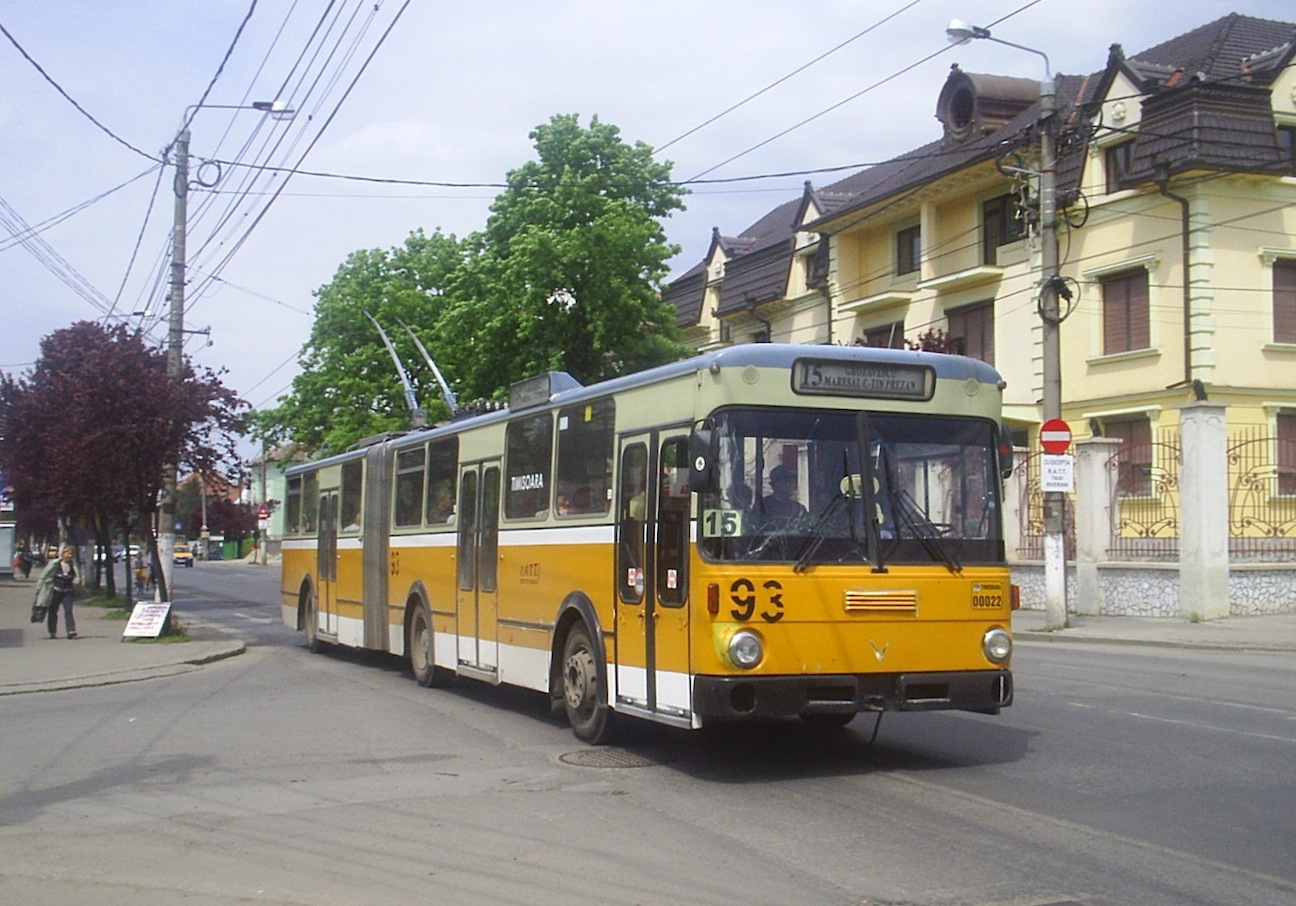
Vetter-O-Bus 203 mit neuer Lackierung in Timișoara

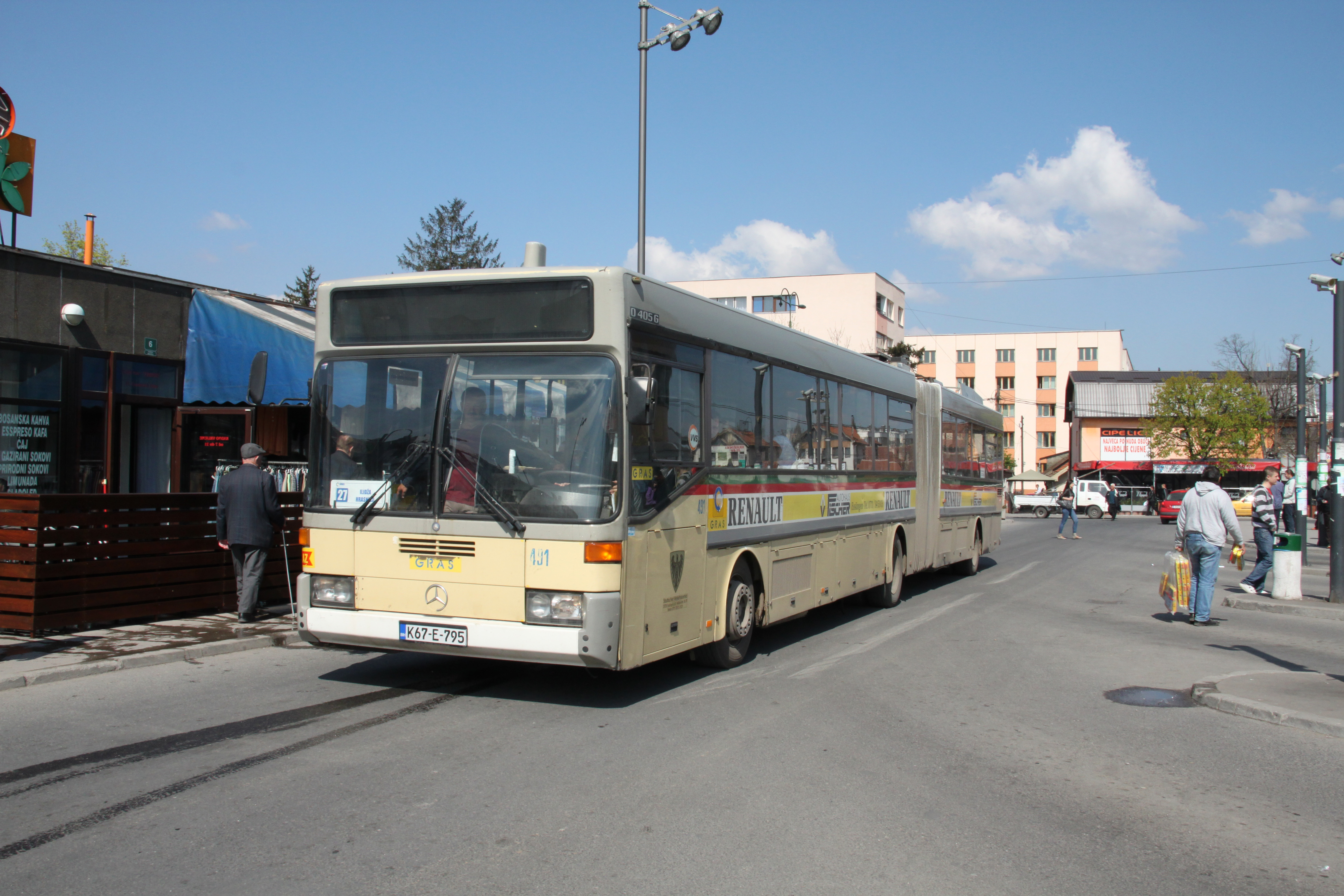
Sarajevo: ein ehemals Esslinger O 405 GTD nach seinem Umbau zum Dieselbus

Ältester erhalten gebliebener Wagen ist der 1955 gebaute ÜHIIIs Nummer 13. Seine Karosserie dient seit Juli 2001 auf einem Spielplatz im Stadtteil Sankt Bernhardt, direkt neben der Hochschule Esslingen, als Spielobjekt. Der gebraucht aus Baden-Baden erworbene Wagen 23 befindet sich seit 1979 beim Trolleybus-Museum Sandtoft in Großbritannien, er ist betriebsfähig und zugelassen. Mit dem baugleichen Wagen 22 wurden von 1987 bis 2003 historische Fahrten in Esslingen durchgeführt. Die Fahrbereitschaft wurde im Frühjahr 2019 wieder hergestellt. Seit Juli 2019 wird das Fahrzeug wieder für Sonderfahrten genutzt.
Die Duo-Busse wurden nach ihrem Einsatzende größtenteils verkauft und von ihren Nachbesitzern überwiegend als reine Dieselbusse weiterverwendet. Von den Prototypen ging Wagen 305 im Jahr 1988 an den Omnibus-Verkehr Ruoff, Wagen 307 kam 1995 zum Oberleitungsbus Wologda in Russland und Wagen 308 wurde 1991 an die Stadtwerke Nordhausen abgegeben. Die Serienfahrzeuge des Typs O 405 GTD gingen überwiegend nach Osteuropa, sie verkehrten nach ihrem Verkauf:
- im rumänischen Sibiu (310)
- im belarussischen Mahiljou (311)
- in den bulgarischen Städten Russe (324 und 326) und Slantschew brjag (320 und 321)
- bei der Verkehrsgesellschaft JKP GRAS Sarajevo in Bosnien-Herzegowina (312–317 und 319)
- beim Kirchmeyer & Sohn Omnibusbetrieb in Groß-Umstadt (318)
- bei den Stadtwerken Schweinfurt (325)

Wagen 327 ging – ebenfalls per Leihvertrag – an den SHB. Er ist betriebsfähig, aber nicht zugelassen. Der Verbleib der Wagen 322, 323 und 328 ist nicht bekannt.
Von den vier Wagen der Kleinserie VE 16 SO gelangte einer 1995 ebenfalls nach Wologda, die drei übrigen gingen 2001 an den Oberleitungsbus Timișoara in Rumänien. Das Einzelstück 205 wurde 2003 ebenfalls an den Oberleitungsbus Sarajevo verkauft. Die Van-Hool-Busse 212, 214 und 218 gelangten 2016 ins rumänische Mediaș, die Wagen 216 und 217 wurde im März 2020 als Ersatzteilspender nach Solingen überführt, Wagen 210, 211 und 215 wurden im August 2020 in die Ukraine verkauft.
Einziger erhaltener Anhänger ist der 1955 gebaute Wagen 96 vom Kässbohrer-Typ PA 4. Er ist in einem Museumsdepot des Straßenbahnmuseums Stuttgart hinterstellt.